# Jiao Liuyang
Jiao Liuyang (n. 6 august 1991, Harbin, Republica Populară Chineză) este o înotătoare chineză, medaliată olimpică. A participat la 2 ediții ale Jocurilor Olimpice (2008, 2012) în care a câștigat o medalie de aur și o medalie de argint.